# Hempstead (Texas)
Pour les articles homonymes, voir Hempstead.
La ville de Hempstead est le siège du comté de Waller, dans l’État du Texas, aux États-Unis. Sa population s’élevait à 5 770 habitants lors du recensement de 2010, estimée à 7 457 habitants en 2016.

## Personnalités liées à la ville
- Alice Morse Earle, historienne, y meurt en 1911.
- Cynthia Bond, auteure, y naît en 1961.

## Source
- (en) Cet article est partiellement ou en totalité issu de l’article de Wikipédia en anglais intitulé « Hempstead, Texas » (voir la liste des auteurs).